# 키르기스스탄의 종교
키르기스스탄의 종교 (2017 추정치.)

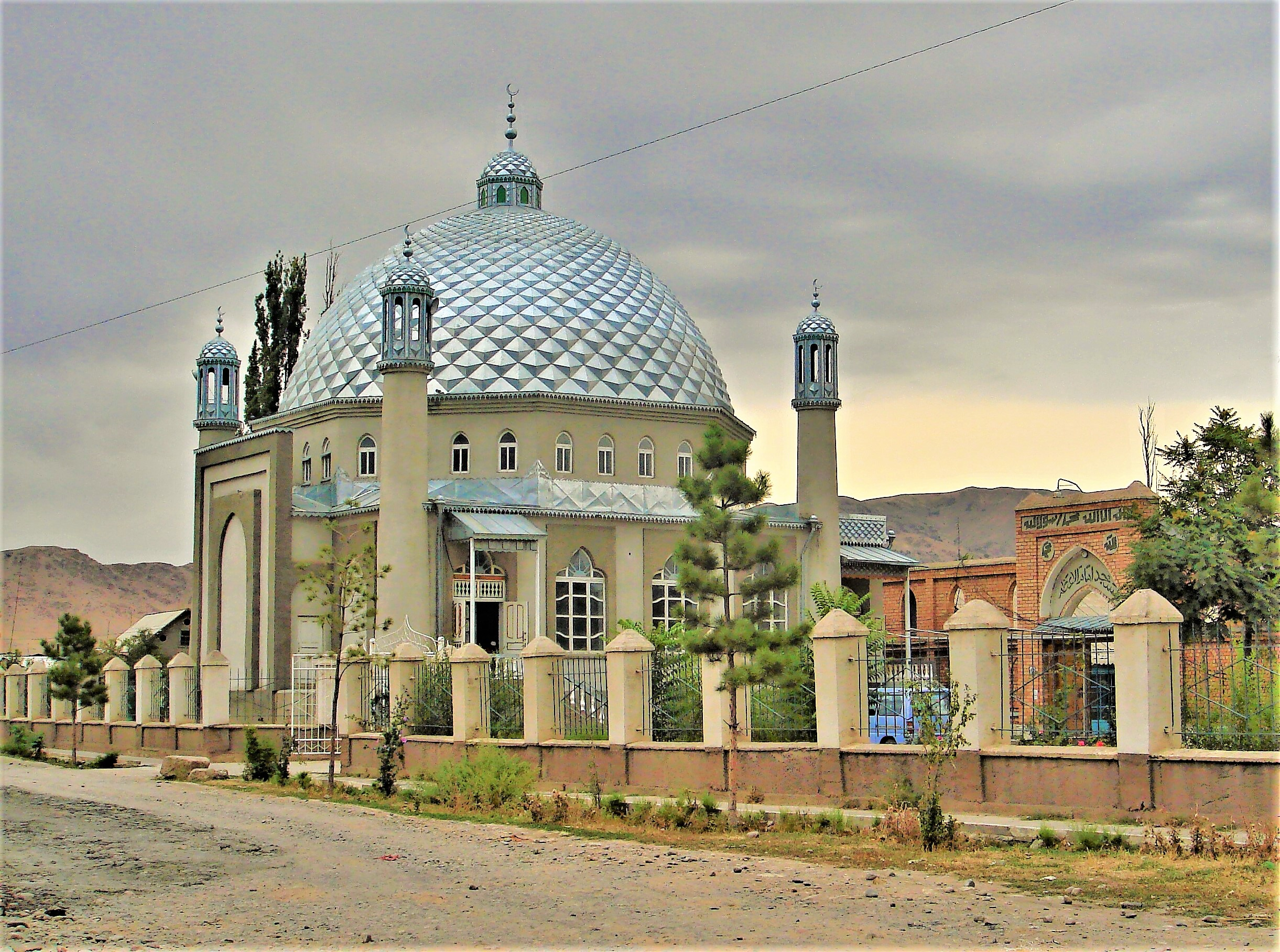
토크마크의 모스크. 이슬람교가 키르기스스탄의 주요 종교이다.

이슬람교는 키르기스스탄의 주요 종교이며 키르기스스탄의 헌법은 종교의 자유를 보하고 있다.
키르기스스탄은  다문화 다종교 국가로, 이슬람교, 불교, 바하이교, 기독교 (러시아 정교회, 로마 가톨릭교회, 제칠일안식일예수재림교회, 여호와의 증인), 유대교 외 다른 종교들이 모두 존재한다. 무슬림은 2017년 기준 인구의 약 90%를 이루며 키르기스스탄 내 주요 종교 집단이다.

## 인구

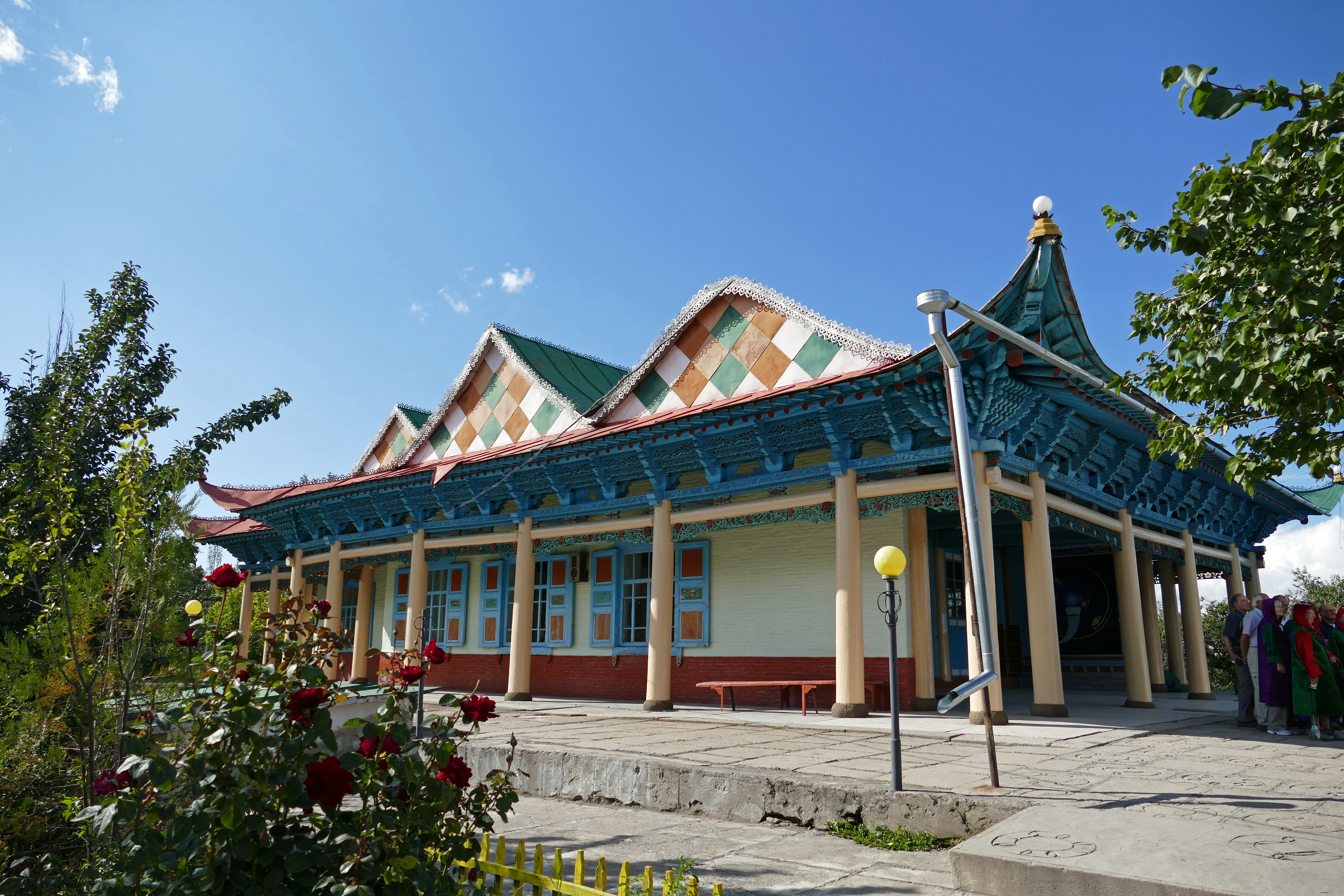
카라콜의 둥간 모스크. 둥간족은 중국계 무슬림 집단이다.

이슬람교가 가장 널리 믿고 있는 신앙이다. CIA의 월드 팩트북에서는 2017년 기준으로 키르기스스탄의 인구 90%가 이슬람교도로 추정하며, 그 중 대부분이 수니파라고 한다. SARA에 따르면, 2007년 5월 기준으로, 모스크 1,650 개소가 있고, 이 중에 1,623 개소가 인가 받은 곳이었다. 또한 고등 이슬람 교육 기관 일곱 개소도 존재했다.
세계 가치관 조사가 실시한 조사에 의하면, 2019년에, 키르기스스탄 인구의 90.7%가 무슬림, 7.1%가 기독교인, 0.3%가 그 외의 신앙인이었으며, 6%는 특정 종교에 속해있지 않은 이들이었고, 1.1%는 미응답자등이었다.
CIA의 월드 팩트북은 키르기스스탄의 인구 7 퍼센트를 기독교인이라 추산하고 있으며, 여기에는 러시아 정교도 3%를 포함한다. 키르기스스탄 내 러시아 정교회의 교회당이 44개소, 수녀원이 1개소, 교구 학교 1개소, 가톨릭 성당 1개소가 존재한다.

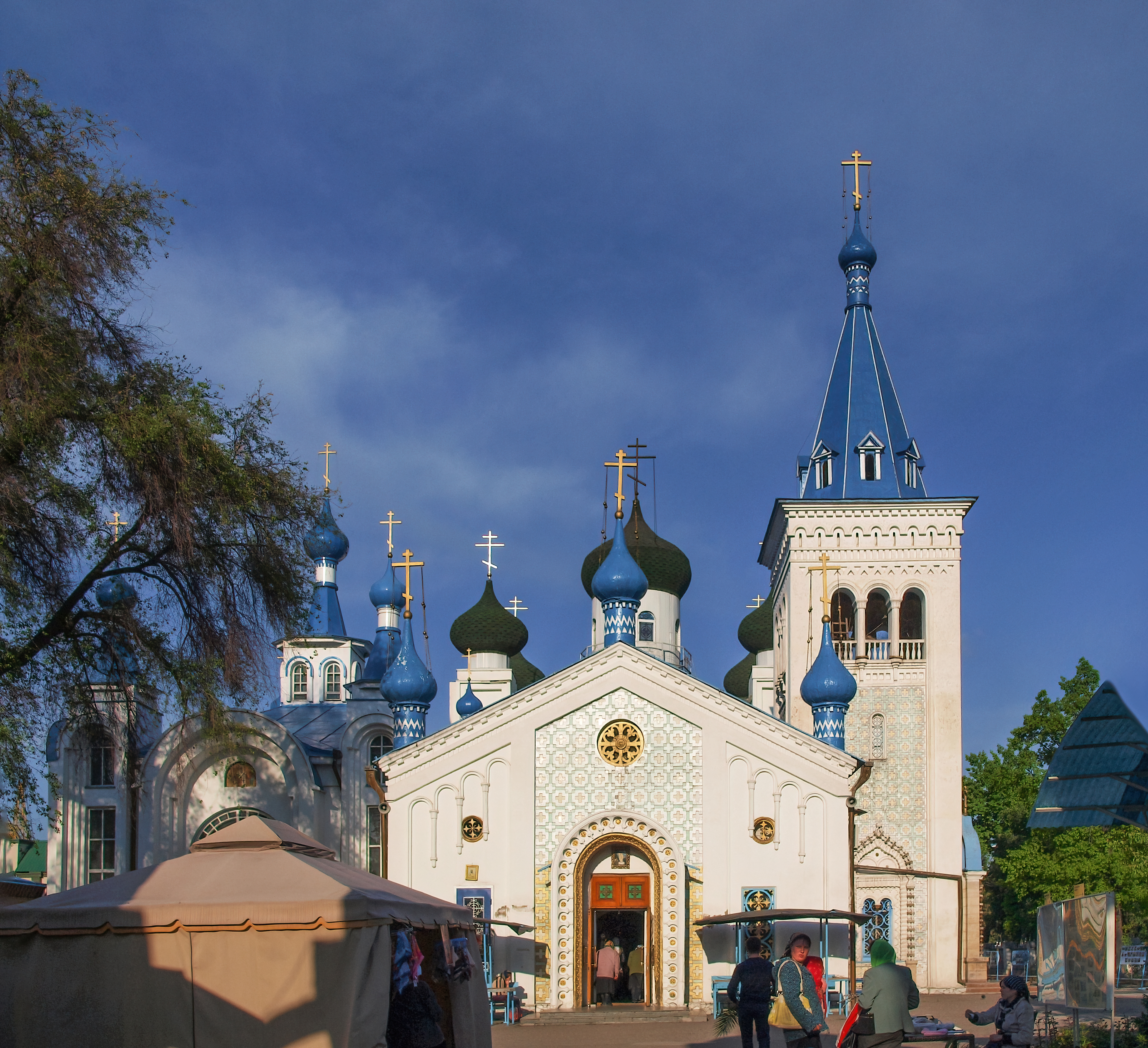
비슈케크의 러시아 정교 성당

다른 종교 집단은 인구 내에서 아주 극소수로 파악되었다. 제칠일안식일예수재림교회는 키르기스스탄 전 지역에서 30개소 교회를 운영하고 있다. 로마 가톨릭교회에서는 주로 가정집을 개조한 임시 성당에서 미사를 드리며, 플뤼에의 성 니콜라스의 탈라스 교회당만이 예외적으로 키르기스스탄 내 성당 목적으로 지어진 시설이다. 이 암시 성당들은 6개 본당으로 구성되어 있으며, 키르기스스탄에는 현재 자국민 가톨릭 사제가 없어, 선교사들이 본당 신부 역할을 맡고 있다. 소수의 유대교 공동체가 비슈케크에서 시나고그를 운영하고 있고, 국제 문화 교류 및 인도주의적 활동을 이어나가고 있으며, 특히 종교에 관련 없이 노령자와 장애자들에게 음식 제공을 하고 있다. Chamsen이라는 이름의 불교 사원이 1996년 이래로 지역의 소수 불교 공동체들을 위해 존재한다. 인가 된 바하이교 예배당이 12개가 있다. 그 외에 인가된 개신교 성소가 240곳이 존재하며, 무신론자의 수에 대한 공식적 추정치는 없다.
이슬람교는 키르기스스탄 도심과 교외 지역 모두에서 널리 믿는 종교이다. 러시아 정교회는 보통 도시들에 집중되어 있고 대개 러시아계 사람들이 믿는다. 다른 종교 집단들은 대체로 소규모 공동체가 모여 있는 도시 지역에서 더 활발히 활동하고 있다. 인종과 종교 사이의 연관 관계가 존재하는데 대 무슬림 인종 집단은 키르기스인 (전체 인구의 73.5%), 우즈베크인 (14.7%), 둥간족 (1.1%), 위구르인 및 나머지 집단 등이 5.2%를 이룬다. 러시아계는 일반적으로 러시아 정교회나 개신교 종파 중 하나에 속한다. 일부 기독교 사제들은 기독교로 개종하는 키르기스인의 수가 자신들이 제기한 보고서가 다룬 해 동안 급격하게 늘었다는 점을 언급했다. 키르기스스탄 남쪽의 종교 풍습은 북쪽보다 한층 전통적이고 독실하다. 일부 학자들은 기독교로 개종한 키르기스인의 무슬림 수를 25,000명에서 50,000명 사이로 추산한다.
선교 집단들이 키르기스스탄 내에서 자유롭게 활동 중이다. SARA (키르기스스탄의 종교 문제국)는 약 20개의 종교 단체 및 교파를 대표하는 전 세계 각지의 선교사들을 등록시켰다. SARA에 따르면, 1996년 이래로 선교 단체 1,133명이 있었고, 그 중에 263명은 무슬림이었고 나머지는 대부분이 기독교 계열의 다른 종교 집단들이었다고 한다. 이 보고서가 다룬 기간에, 111명의 인가 받은 선교사들이 있었고, 거기서 80명은 기독교인이고 31명은 무슬림이었다. 교조주의를 퍼트리며 토착 무슬림들의 전통적 관점과 일치하지 않는 선교사들은 추방의 대상들이다. SARA에 의하면, 1991년 이래로 약 20명의 선교사들이 추방을 당했다고 하며, 이들은 모두 다양한‘전체주의적 종파’에 속해 있었으며, SCRA가 전통적인 세계 종교들의 일반적 원칙과 양립할 수 없다고 간주한 단체들이었다.

## 종교의 자유 지위

### 법적 및 정책적 체계
키르기스스탄의 헌법과 법률은 종교의 자유를 보장하고 있으나, 키르기스스탄 정부는 안보에 위협을 일으킨다고 여기는 과격한 이슬람 집단들의 활동에 대해서는 제한을 걸고 있다. 헌법에서는 종교와 정치의 분리를 보장하고 있고, 2006년 12월 30일에 개정된 신 헌법에서는 키르기스스탄이라는 국가를 법률의 지배를 기본으로 한 '자주적이며, 단일된, 민주 사회 국가'로 규정하고 있는데, 이전의 헌법에서는 '세속적'이라고도 규정했었다. 2006년 5월 6일에 제정된 법령이 이슬람교와 러시아 정교를 '전통적 종교 집단'으로 인정했다.
'종교의 자유 및 종교 단체에 관한 법률'의 제5 조에서 "국가는 법에 따라 활동하는 종교 단체의 활동에 간섭하지 않고, 특정 종교에 다른 종교보다 유리하거나 불리한 조건을 설정하는 것을 허용하지 않으며, 종교 단체의 활동이나 무신론을 전파하는 활동에 재정적 지원을 하지 않는다."라고 규정하고 있다.
헌법 제8조에서는 종교와 민족을 배경으로 한 정당의 창당을 금지하고 있고 또한 국가, 헌법 체계, 국가 안보에 위협이되는 종교 단체의 활동 역시도 금지하고 있다. 제85조에서는 종교 단체의 활동에 대한 합헌을 결정하는 권한을 헌법재판소에 부여하고 있다.
키르기스스탄 정부는 두 개의 이슬람 축일 (쿠르만 아이트 또는 이드 알아드하, 오로조 아이트 또는 이드 알피트르)과 러시아 정교 축일 (성탄절)만을 국경일로 인정하고 있다. 키르기스스탄 대통령과 정부는 주요 축일 때 무슬림과 정교회인들에게 축하의 인사를 보내고 있다.
1993년에 설립된, 무프티청 (키르기스스탄 무슬림들의 행정청-SAMK)은 키르기스스탄 내 고등 이슬람 행정청이다. 무프티청은 마드라사, 모스크, 이슬람 관련 단체 등 모든 이슬람 기관들을 주관하고 있다. 무프티가 무프티청의 공식 대표이며 30명의 이슬람 성직자 및 신학자들로 구성된 울라마 회의에서 선출된다. 무프티청에서 설립한 위원회는 국내에서 인쇄·배포되는 이슬람 교육 자료를 심의하고 표준화하며, 출판 이전의 이슬람 관련 서적에 대해서도 사전 검토를 실시한다. 또한 제정된 기준에 부합하지 않는 출판물을 금지할 권한을 가지고 있으며, 이는 무프티청이 주도하여 시작한 조치로 정부도 이를 지지하고 있다.
SARA는 법률에 따라 종교적 관용에 대한 촉진, 양심의 자유 보장, 종교에 관한 법률의 적용 주관 등의 책임을 띠고 있는 기관이다. 대통령이 기관장을 임명하고, 총리가 기관의 의원들을 지명한다. 2006년 6월, SARA는 청사를 키르기스스탄 내에서 종교적 색채가 진한 남쪽에 가까운 오시로 옮겼다.
1997년의 대통령령을 통해, 모든 종교 단체들에 대해 SARA의 허가를 거친 뒤 법무부에 대한 등록할 것을 요구했다. SARA는 신청한 종교 집단의 활동이 종교적이지 않다고 여기면 특정 종교 단체에 대한 등록을 거부 또는 연기할 수 있다. 비인가된 종교 단체는 공간을 임차하거나 비록 정부의 간섭 없이 여러 종교 활동을 제공하고 있는 하나 종교 활동을 제공하는 등의 모든 행동들이 금지된다.
등록을 하기 위해서 단체들은 SARA의 심사를 받기 위한, 성인 시민권자 최소 10명을 확보해야 하고 신청서, 조직 정관, 기관 회의 회의록, 그리고 창립 구성원 명단을 제출해야 한다. 그러고 나면 SARA는 법무부에 이를 승인 또는 거부하는 추천서를 권고 내용을 전한다. 거부에 대한 권고가 내려질 경우는 종교 단체가 법을 준수하지 않거나 국가 안보, 사회 안정, 민족 간 및 종파 간의 조화, 공공 질서, 보건 또는 도덕에 위협이 될 때이다. 등록이 거부 당한 신청인은 법원에 항고를 할 수 있다. SARA의 등록 절차는 완료까지 한달에서 수 년이 소요되는 등 보통 까다로운 편이다. 각 종교 집회는 별도로 등록해야 한다.
승인이 되면, 종교 단체는 그 다음에 법인격 지위를 얻기 위해 법무부에 대한 등록 과정을 마쳐야 하며, 이를 위해서는 재산을 소유하거나 은행 계좌를 개설하고, 기타 계약상 활동을 수행하기 위해 반드시 요구된다. 종교 단체가 상업 활동을 한다고 하면, 세금을 내야 한다. 실제로 법무부는 SARA의 승인 없기 전에 종교 단체 등록을 한 적이 없다. SARA는  등록되지 않은 종교 단체들이 등록 신청을 준비할 수 있도록 지원하기 위해 직원들이 계속해서 전국을 순회하고 있다고 했다.
SARA에 따르면, 등록된 종교 법인은 2,113개이었으며, 모스크, 교회, 재단, 종교 성격의 비정부 기구 (NGO), 종교 교육 기관 등을 포함한다. SARA는 identified 이슬람 법인 1,742개, 러시아 정교 법인 46개,  '고의식파'의 러시아 정교 2개, 가톨릭 교회 3개, 시나고그 1개, 불교 사원 1개, 개신교 297개 (침례교 48개, 루터교 21개, 오순절교회 49개, 재림교회 30개, 장로교 35개, 은사주의 교회 43개, 여호와의 증인 49개, 그 외 개신교 22개) 등 그 외 '비전통' 종교의 예배소 304개 등을 포함한다. SARA에 따르면, 바하이교 예배당 12개, '그 외 외국 종파'의 종교 중심지 21개, 종교 학교 13개, 종교 재단 및 협회 7개 등을 포함하여 21개 그 외 종교의 법인들이 존재한다.
인가된 종교 집단의 신도는 대체 군복무를 해야할 수도 있으며, 2005년에 보도된 것에 따르면 대략 300여 명이 매년 대체 군복무를 지원한다고 한다.
여러 종교 단체들의 선교사들이 자유롭게 활동하고 있으나, 등록을 요한다. 1996년 이래로 SARA에는 1,133명이 넘는 외국 시민들이 선교사들로 등록되어 있다. 외국인들이 등록한 모든 종교 법인들은 매년 SARA에 새롭게 재등록 해야하며, 그 과정은 처음 등록하는 것보다 덜 수고스럽다. 선교사들은 SARA에 한 번만 등록하면 된다.
1997년 종교의 자유와 종교 단체에 관한 법률은 공립 학교에서 종교 (또는 무신론)에 대한 가르침을 금지시켰다. 2001년에 키르기스스탄 정부는 국가 종교위원회에 성직자들을 키워내는 프로그램을 마련하고 공립 학교에서 종교 집단에 대한 교육을 위한 방법을 마련할 것을 지시했다. 이러한 지시들은 와하비즘과 정부가 비전통적 종파라고 여기는 것에 대한 사상 전파의 우려에서 나온 것이었다. 국가 종교위원회는 종교 교육 도입에 대한 의견을 수렴하기 위해 여러 종교 단체에 협조를 요청했으나, 이들은 자신들 신자들에 대한 종교 교육에 대한 책임을 자신들이 유지하는 것을 선호했기에 이들의 반응은 대체적으로 부정적이었다. SARA는 교육부 및 여러 학술 기관들과 협력하여 종교 단체에 대한 교육 과정을 여전히 개발 중이라고 밝혔다. 2006년 8월 9일의 한 언론 보도에서 키르기스스탄 정부가 중등학교 커리큘럼에 종교 교육을 도입할 계획을 하고 있다고 밝혔으나 2007년 말경에도 이 계획의 이행은 없었다. 무프티청의 지원 하에서, 'Davatchi'라고 하는 지원자들이 전통적 이슬람 가치를 가르치기 위해 남쪽의 마을들을 방문했다.
이슬람 대학교들이 표준화 된 커리큘럼을 개발하고 극단주의 종교 교육의 전파를 억제하기 위해 마드라시를 포함한 모든 이슬람 학교를 주관하고 있다.
2001년 이래로 키르기스스탄 정부는 표면적으로는 종교 단체로 가장한 일부 단체들에 의한 테러 및 기타 불법 행위에 대한 우려에 대응하기 위해, 다양한 종교 단체 및 비정부기구(NGO) 대표들과 함께 '양심의 자유 및 종교 단체에 관한 법률' 제정을 위해 작업하고 있다. 2006년 5월, 일부 국회의원들이 별도의 법안 초안을 제안하였다.
2005년 8월 '극단주의 활동에 대응'하는 법률은 '종교 단체 또는 집단들의 극단주의적 종교 활동을 중단'하는 데 있다. 법 집행 당국은 이 법에 따라 히즈브 웃 타흐리르(Hizb-ut Tahrir, HT)와 같은 금지된 조직의 구성원들을 체포해 왔으며, 이는 극단적인 성격을 지닌 것으로 간주된 전단지 및 기타 자료를 배포한 행위에 따른 것이다.

### 종교의 자유에 대한 제한
키르기스스탄 정부는 극단적 종교 또는 정치적 아젠다 때문에 극단주의로 보여지는 집단들에 대해 공개적인 우려를 이어나가고 있다. 특히나 와하비즘주의자들이라는 꼬리표가 붙은 추종자들을 지닌 정치 이슬람의 위협에 대해 우려하고 있다. 키르기스스탄 정부는 국가의 안정성 특히나 남부 지역에 대한 위협인 이슬람 극단주의자들을 인식하고 있고, 이들이 정부를 무너트리고 이슬람 신정을 세울 것을 우려하고 있다. 테러 조직 중 하나인 우즈베키스탄 이슬람 운동의 1999년과 2000년 침입, 좀더 최근인 2006년 5월의 정체 미상의 테러리스트들이 일으킨 침입 등은 정치적 이슬람과 이슬람 군사 단체들의 행동에 대한 정부의 우려를 키웠다.
2003년에 키르기스스탄 대법원은 극단주의 및 국제 테러 단체들과 연계 의심 등로 인해 히즈브 우트타흐리르 (HT), 튀르키스탄 이슬람당, 동튀르키스탄 해방 조직, 튀르키스탄 이슬람당 등 4개 정치 단체에 대해 금지 조치를 유지하고 부과하였다.
일부 종교 단체들은 등록에도 어려움을 겪었다. 2004년 8월 SARA에 일찌감치 등록을 신청했던 예수 그리스도 후기 성도 교회 (몰몬교)는 2007년 말까지도 등록되지 못 했었다. 비슈케크의 하레 크리슈나 사원 지도자들은 지난 2년간 몇 차례 등록 시도가 실패하자, 새 사원의 위치가 확정되면 등록 신청서를 다시 제출할 계획을 었다.
타시코므르, 아트바시, 오시, 잘랄아바트 등의 일부 교회들은 여러 차례 SARA 관료들과의 미팅과 등록 서류 제출에도 불구하고 등록을 위한 기다림을 계속하고 있다. 교회 지도자들은 이전의 지연을 신청 기간 부적절한 서류 및 정보 제공에 따른 곳으로 보고 있다. 2006년 12월 1일, SARA는 교회의 운영을 막아달라고 한 지역 주민들의 탄원을 인용하며 카라쿨야의 침례교 교회 등록을 거부했다.
교회 관계자들에 따르면, 2006년 7월 지역 공동체와 정부 관료 등이 잘랄아바트의 오순절주의 교회의 목사 자니베크 자키포프 (Dzhanybek Zhakipov)에게 교회를 폐쇄하라는 압박을 가한다고 한다. 지역 경찰 당국은 그의 교회에 속한 기독교 개종자들의 가족들로부터 민원을 받은 뒤, 목사를 '괴롭혔다'고 전해진다. SARA 관료는 목사에게 교회 폐쇄를 요청하는 500명의 서명이 들어간 청원을 보여주었다. 재판 절차 이후, 잘랄라바드의 판사는 SARA에 교회를 등록하라고 명령했다. 교회는 계속 운영되었고, 추가 압력에 대한 보고는 없었다.
세계평화통일가정연합는 2003년 등록 상의 문제로 SCRA로부터 활동 정지 처분을 받았음에도 불구하고 계속 활동했으며, 이 처분은 비슈케크 시 법원 항소에서도 유지되었다.
과거에는 촬영을 포함하여 개신교와 무슬림 종교 단체에 대한 정부가 감시 중에도 불구하고, 이번 보고서가 다루는 기간 동안에는 감시에 대한 보고가 없었다. 법 집행 당국이 선교사들의 활동을 감시했다고 하는 확인되지 않은 보고가 있었다.
2007년, 한 침례교 목사는 외국 선교사들이 키르기스스탄 방문 시 비자가 거부되거나 비자 발급이 지체된 사례를 전했다.
2007년 2월 21일, 통신사 'Ferghana.ru'는 잘랄아바트의 키질자르 학교의 관리자들 및 교사들이 두 학생의 수업 참가를 금지시켰는데 학생들이 히잡을 벗는 것을 거부했기 때문이었다고 전했다. 비슷한 사건이 인근 마을에서도 일어났다. 두 학교의 부모들은 히잡 금지에 대해 항의했으나 이 논쟁은 2007년 동안 계속되었다. 2005년 12월, 잘랄아바트의 교육국은 도시 학교 내 히잡 착용을 금지했다. 일부 학부모들은 이러한 움직임에 항의를 하고 금지를 철회할 것을 요구했다. SARA의 공식 입장은 특정 종교를 신봉함을 나타내는 복장을 종교적 이유로 착용하기로 선택한 학생들은 종교 학교에 다녀야 한다는 것이다.
통신사 RFE/RL에 따르면, 여성 무슬림 비정부기구 Mutakalim은 여성들이 여권 사진에 이슬람 머리수건을 쓰는 것을 금지한 법률 조항을 바꿔줄 것을 요청했다. 키르기스스탄 정부는 국가 안보 조치라면서 최근 법률을 옹호하고 서명 수가 충분하지 않다는 이유로 해당 단체의 청원을 기각했다.
2007년 3월 10일, 잘랄아바트의 국가 안보 위원회 (GKNB) 관계자들은 침례 교회가 소유의 성경들을 보관하던 창고를 압수했다. 당국은 교회 관리자 측에 이 압류는 '전문 감정'을 위한 것이라고 통보했다. GKNB는 2007년 말까지 창고를 반환하지 않았다.

### 종교의 자유 박해
2006년 8월 6일, 국가안보부 (SNB)의 특수군이 카라수의 최대 모스크의 이맘인 Mukhammadrafiq Kamalov를 포함해 세 명을 총살하였다. 이 사건 이후 곧바로, 정부 관계자들은 이 세 명이 금지된 우즈베키스탄 이슬람 운동과 연관이 있는 자들이고 반테러 작전 중에 사살된 것이라 설명했다. Kamalov의 가족과, 인권 단체의 옴부즈맨을 포함한 목격자들은 종교 극단주의 단체에 이맘의 관여 가능성에 대한 안보부 관계자들의 주장을 부인했다. 안보부 관계자들은 이후에  Kamalov는 이슬람 극단주의 단체의 일원이 아니라 테러리스트 용의자들에게 납치되었다가 작전 중에 사고로 사살되었을 수 있다고 시인하였다. 2006년 5월 24일, 특수군은 Kamalov를 히즈브 웃타흐리르 활동들에 개입했다는 혐의로 그를 구금하고 그의 자택을 수색했었다.
이 보도에서 다룬 시기 기간 일어난 몇 차례 사건에서, 경찰은 리플릿을 반포했다는 사유로 이슬람 정치 단체 히즈브 웃 타흐리르의 구성원들을 체포하거나 벌금을 매겼다. 2007년 2월 21일, 지역 언론은 경찰이 오시에 거주하즈는 한 주민의 자택에서 히즈브 웃타흐리르 소책자와 수류탄을 발견하고 그를 구금했다고 전했다.
2004년 11월 이슬람 극단주의자들의 소행으로 지목된 수류탄 사건과 관련해 2006년 4월 체포된 12명 중 4명이 여전히 구금 중이었다. 이들의 구금이 종교적 믿음이나 신앙 활동과 관련이 있는지는 불분명했다.

### 종교적 자유에 대한 개선과 존중에 대한 긍정적 발전
2006년, 한 기독교 교회가 비슈케크 시청 측과의 계속되던 분쟁을 끝낸 후 교회가 위치한 대지의 49년 임차 계약을 맺었다.

## 사회적 박해와 차별
다른 종교 집단 구성원에 대해 만연한 사회적 차별이나 폭력에 대한 증거는 존재하지 않으나, 교외 지역에서 무슬림 및 외국의 기독교 선교사 그리고 전통적 무슬림 인종 집단에서 다른 종교로 개종한 자들 간에 주기적인 긴장 사태의 증거가 존재하기는 한다. 무슬림과 무슬림 개종자 간의 긴장이 계속되고 있다는 여러 보고가 있었다. 무슬림과 러시아 정교회 지도자들 모두 비전통적 기독교 단체들의 포교 활동을 비판했다.
일부 매스컴에서는 오시의 침례교 목사 Zulumbek Sarygulov에 대한 공격 사건을 보도했다. Forum 18에 따르면, 첫 번째 사건은 2006년 7월 28일에 일어났는데 지역 무슬림 80명이 오시주의 마을 Karakulja에 침입했다. 군중은 목사에게 폭행을 했고 성경을 비롯한 종교 물품들을 불태웠다. 교회 지도자들은 현장에 있던 지역 경찰이 공격을 막으려 아무런 조치를 취하지 않았다고 보고했다. 사건 직후 지역 경찰은 형사 수사를 개시하여 Sarygulov 등에게 사건에 대한 구체적인 진술을 요구하며 조사를 진행했다. 그러나 초기 조사 이후, 수사 진행 상황에 대해 지역 당국으로부터 추가 보고는 없었다.
2006년 11월 12일 두 번째 사건에서, 가해자들은 Sarygulov의 교회 시설에 화염병을 던졌지만, 관리자가 재빠르게 화염을 껐고, 이때 화재는 거의 피해를 주지 못했다. 지역 관계자들은 이 사건을 조사했지만 체포까지 이뤄지지는 않았다.
2006년 12월 1일, Forum 18에 따르면, SARA는 오시의 침례교회 목사이자 키르기스스탄 남부 지역 침례 교회들의 책임자 Aleksandr Nikitin에게 카라쿨랴의 교회가 공식 등록 없이 몇 년간 운영되었다는 근거로 등록을 공식적으로 거부되었음을 통보했다. 2007년 3월 5일, 법 집행 당국자는 Forum 18 기자들에게 경찰이 카라쿨 침례교회의 활동을 중단시켜 달라는 SARA의 요청 서신을 보여주었다. 그러나 2007년 말까지 당국은 추가 조치를 취하지 않았다.
2007년 2월 15일, 독립적으로 운영되는 Channel 5 TV 방송사의 한 프로그램에서 예수 그리스도 후기성도 교회를 악마 숭배자들과의 연관 가능성이 있는 것처럼 묘사했다. 목사는 이 프로그램에 대한 반박문을 보냈으나, 제작자들은 이를 방송하지 않았다. Channel 5의 제작자들은 '전통 종교 집단' (이슬람교 및 러시아 정교)의 관계자들이 전한 프로그램의 메시지를 지지하는 의견을 방영했을 뿐이었다.
일부 개신교 목사들은 이슬람교에서 기독교로 개종한 신자를 매장하는 데 어려움을 토했다. 지역 이슬람 및 공동체 지도자들은 이슬람 공동 묘지에 개종자들의 매장을 반대했다. 공식적으로, 공동 묘지 터는 정부의 통제 하에 있으나, 보통은 지역 이슬람 인사들이 주관한다. 정부는 개신교 공동 묘지를 위한 새로운 부지를 배정함으로써 문제를 해결했다. 그러나 이러한 공동 묘지가 부족하여 기독교인들은 고인을 매장하기 위해 먼 거리를 이동해야 한다.

## 종교의 자유
2023년, 프리덤하우스에 따르면 키르기스스탄은 종교의 자유에 있어 4점 만점에 2점을 기록했다. 어려움으로는 정부 등록과 일부 경찰의 괴롭힘이 포함되었으며, 사회적 차별 사례도 보고되었다.
2022년 여름, 비슈케크 시의회는 정부와 소통을 거친 뒤 키르기스스탄의 유일한 사설 유대 학교에 대한 퇴거 통지를 철회했다. 이 문제는 소셜 미디어에서 차별과 반유대적 코멘트로 이어졌고, 일부 시의원들의 포스트들도 포함되었다.
2022년, 키르기스스탄 정부는 히지브 우트-타흐리르 용의자로 최소 39명을 체포했고, 2021년에는 9명을 구금했다.

## 같이 보기
- 키르기스스탄의 인구

## 참고 문헌
- United States Bureau of Democracy, Human Rights and Labor. Kyrgyzstan: International Religious Freedom Report 2007. This article incorporates text from this source, which is in the public domain.
- Forum 18 Religious Freedom Survey, December 2009